# Christian Blumenthal
Christian Blumenthal (* 1979) ist ein deutscher römisch-katholischer Theologe.

## Leben
Nach seinem Abitur am Clara-Fey-Gymnasium in Schleiden studierte er von 1999 bis 2004 Philosophie, katholische Theologie und die Sprachen des christlichen Orients, vor allem Koptisch, Armenisch und Syrisch, an der Universität Bonn und am Päpstlichen Bibelinstitut in Rom.
Ein gemeindepraktisches Jahr verbrachte er 2005 in der Gemeinde St. Cyriakus in Krefeld-Hüls – dort auch mit einem Schwerpunkteinsatz in der Schule – bevor er 2006 in Viersen-Dülken zum Diakon geweiht wurde. Im Diakonatsjahr arbeitete er in St. Michael und Herz Jesu in Aachen und wurde 2007 im Aachener Dom zum Priester geweiht.
Eine Stelle als Kaplan führte ihn an den Niederrhein nach Dülken, wo ihm die Möglichkeit eingeräumt wurde, seine wissenschaftliche Beschäftigung voranzutreiben. So wurde er im Jahr 2009 in Bonn zum Doktor der Theologie promoviert und arbeitete neben seinem Kaplanseinsatz im Wintersemester 2010/11 und Sommersemester 2011 als Assistent von Rudolf Hoppe am Lehrstuhl für neutestamentliche Exegese in Bonn. 
Nach dem Ende des Einsatzes als Kaplan in Dülken wurde er zum Habilitationsstudium an der Universität München freigestellt und ist seit 2013 Pfarrvikar in der Gemeinschaft der Gemeinden Heimbach-Nideggen. Zusätzlich dazu arbeitet er seit 2015 als Referent für die Fortbildung des pastoralen Personals in seinem Bistum.
Seit dem 24. Januar 2017 war er Privatdozent an der Katholisch-Theologischen Fakultät der LMU München. Vom 1. Februar 2017 bis zum Wintersemester 2020/21 war er mit der Aufgabe des Mentors für die Lehramtsstudierenden der Katholischen Theologie an der RWTH Aachen betraut.
Im Juni 2021 wurde er als Universitätsprofessor auf den Lehrstuhl für neutestamentliche Exegese an der Katholisch-Theologischen Fakultät der Universität Bonn berufen, den er bereits seit dem Wintersemester 2019/20 vertreten hatte.

## Schriften (Auswahl)
- Das Christusbild des Philipperhymnus im Spiegel alter Übersetzungen (= Wissenschaftliche Untersuchungen zum Neuen Testament. Band 517). Mohr Siebeck, Tübingen 2024, ISBN 978-3-16-163532-8.
- Krisenmanagement bei Markus. Studien zur ambigen Grundstruktur seiner Theologie und zu seiner Konzeption von Raum (= Stuttgarter Bibelstudien. Band 255). Katholisches Bibelwerk, Stuttgart 2023, ISBN 978-3-460-03554-6.
- Paulinische Raum-Politik im Philipperbrief (= Forschungen zur Religion und Literatur des Alten und Neuen Testaments. Band 286). Vandenhoeck & Ruprecht, Göttingen 2023, ISBN 978-3-525-50000-2.
- Basileia im Matthäusevangelium (= Wissenschaftliche Untersuchungen zum Neuen Testament. Band 416). Mohr Siebeck, Tübingen 2019, ISBN 978-3-16-156658-5.
- Allweiser Schöpfer und durchsetzungsstarker Gesetzgeber – Eine Studie zur erzählerischen Entfaltung des Gottesbildes in 4Makk (= Deuterocanonical and Cognate Literature Studies. Band 35). De Gruyter, Berlin/Boston 2016, ISBN 978-3-11-046655-3.
- Basileia bei Lukas. Studien zur erzählerischen Entfaltung der lukanischen Basileiakonzeption (= Herders Biblische Studien. Band 84). Herder, Freiburg im Breisgau 2016, ISBN 978-3-451-34986-7 (zugleich Habilitationsschrift, München 2015).
- Gott im Markusevangelium. Wort und Gegenwart Gottes bei Markus (= Biblisch-Theologische Studien. Band 144). Neukirchener Theologie, Neukirchen-Vluyn 2014, ISBN 978-3-7887-2793-2.
- Prophetie und Gericht. Der Judasbrief als Zeugnis urchristlicher Prophetie (= Bonner Biblische Beiträge. Band 156). V & R Unipress, Göttingen 2008, ISBN 978-3-89971-490-6 (zugleich Dissertation, Bonn 2007).
- „Es wird aber kommen der Tag des Herrn“. Eine textkritische Studie zu 2Petr 3,10 (= Bonner Biblische Beiträge. Band 154). Philo & Philo Fine Arts, Hamburg 2007, ISBN 978-3-86572-574-5 (zugleich Diplomarbeit, Bonn 2004).